# Анна Ульссон (веслувальниця)
Анна Ульссон  (швед. Anna Olsson, 14 березня 1964) — шведська веслувальниця, олімпійська чемпіонка.

## Виступи на Олімпіадах
| Олімпіада         | Дисципліна                    | Місце |
| ----------------- | ----------------------------- | ----- |
| Лос-Анджелес 1984 | байдарка-двійка, 500 метрів   | 1     |
| Лос-Анджелес 1984 | байдарка-четвірка, 500 метрів | 2     |
| Сеул 1988         | байдарка-двійка, 500 метрів   | 6     |
| Сеул 1988         | байдарка-четвірка, 500 метрів | 6     |
| Барселона 1992    | байдарка-четвірка, 500 метрів | 3     |
| Атланта 1996      | байдарка-четвірка, 500 метрів | 3     |
| Сідней 2000       | байдарка, 500 метрів          | 9     |
| Сідней 2000       | байдарка-двійка, 500 метрів   | 8     |